# Nils Georg Psilander
Nils Georg Psilander, född den 8 december 1874 i Varberg, död den 19 juni 1943 i Solna, var en svensk militär.
Psilander blev underlöjtnant vid Södra skånska infanteriregementet 1896 och vid Norrlands trängbataljon 1898. Han blev 1900 löjtnant vid sistnämnda förband och vid 1903 Västmanlands trängkår, där han blev kapten 1909. Psilander blev 1925 major i armén och befälhavare för Uppsala norra inskrivningsområde, från 1928 inom Östra arméfördelningen. År 1935 befordrades han till överstelöjtnant och övergick samtidigt till reserven. Psilander blev riddare av Svärdsorden 1917. Han vilar på Solna kyrkogård.